# Gastón de la Cerda y Sarmiento
Gastón de la Cerda y Sarmiento (1414-Medinaceli, 10 de junio de 1454), IV conde de Medinaceli, fue un noble castellano de la casa de Medinaceli. 
Hijo de Luis de la Cerda y Mendoza, III conde de Medinaceli y de Juana Sarmiento, señora de Enciso. Casó en Yunquera de Henares en 1433 con Leonor de la Vega y Mendoza, señora de Cogolludo, matrimonio del que nacieron:
- Juana de la Cerda y de la Vega (1440-?), señora de Muñoz, Barca y Fresno de Caracena. Casada en 1470 con Álvaro de Mendoza, II conde de Castrojeriz.
- Luis de la Cerda y de la Vega (ca.1442-1501), V conde de Medinaceli y I duque de Medinaceli, casado sucesivamente con Catalina Lasso de Mendoza, Ana de Navarra y Aragón y Catalina Vique de Orejón (Catalina del Puerto).
- Íñigo de la Cerda y de la Vega (ca.1448- d.1502), señor de Miedes, pretenso duque de Medinaceli. Casado con Brianda de Castro, señora de la Villa de Mandayona (?-1502), el 27 de agosto de 1481 en la Iglesia de Santa María de Mirabueno.